# Стеван Корица
Стеван Корица Лола (Могорић, код Госпића, 6. март 1916 — Језерце, код Плитвичких језера, 6. јун 1942), учесник Народноослободилачке борбе и народни херој Југославије.

## Биографија
Рођен је 1916. године у селу Могорић код Госпића, у земљорадничкој породици. Као петнаестогодишњак је напустио село у потрази за послом. Капитулација Југославије га је затекла у Београду, након чега се вратио у родно село.
Учесник Народноослободилачке борбе је од 1941. године. Постао је борац Могорићке чете, која је ушла у састав Првог личког одреда „Велебит“. Када је из одреда 17. новембра формирана Јуришна чета, Корица је уврштен у њен строј. До јуна 1942. године, његова чета је укључена у састав батаљона „Пекиша Вуксан“.
Погинуо је 6. јуна 1942. године код села Језерце (Плитвичка језера) у борби против италијанско-усташких снага.
Указом председника Федеративне Народне Републике Југославије Јосипа Броза Тита, 27. новембра 1953. године, проглашен је за народног хероја.